# История евреев в Судане
Евреи присутствовали в стране в небольшом числе, а именно восемь семей, в 1885 году, когда лидер повстанцев Мухаммед Эль-Махди вырвал контроль над Суданом из рук османско-египетских правителей.
Истоки этих семей и их поселения в Судане в значительной степени неизвестны. В 1885 году они были насильственно обращены в ислам. В сентябре 1898 года генерал Китченер и англо-египетские войска численностью 20 000 человек, в том числе молодой Уинстон Черчилль, вошли в Омдурман и восстановили контроль над Суданом. Страна стала англо-египетским кондоминиумом, и с этим новым политическим статусом она стала экономически процветать. Железнодорожная линия, построенная британцами из Каира в Хартум (первоначально для военной кампании), стала особенно важной для ускорения ранее долгого и трудного пути для купцов, в том числе многих евреев.
После того, как было установлено англо-египетское правление, шесть из бывших еврейских семей решили вернуться к иудаизму. К ним быстро присоединились ещё много еврейских семей, которые видели экономические возможности развивающейся страны. С 1900 года евреи со всего Ближнего Востока и Северной Африки начали прибывать в Судан через Каир и оседать вдоль Нила в четырех городах: Хартуме, Северном Хартуме, Омдурмане и Вад-Медани. Через малое время торговцы тканями, шелками и смолой начали процветать. В 1926 году небольшая быстро возведенная синагога была заменена новой, финансирование строительства велось несколькими купцами, которым принадлежал большой, успешный бизнес.
Несмотря на то, что еврейская община в целом была разделена между Хартумом, Северным Хартумом и Омдурманом, она была невероятно дружной. Один моэль и шойхет обслуживал всю общину, а центром социальных отношений был шумный еврейский Общественный Клуб (иногда называемый еврейским Рекреационным клубом).
На пике своего развития, в период с 1930 по 1950 год, еврейская община в Судане насчитывала от 500 до 1000 человек. В 1956 году Судан получил независимость и враждебность по отношению к еврейской общине начала расти. С 1957 многие члены общины стали покидать Судан, уезжая в Израиль (через Грецию), Америку и страны Европы — в первую очередь, Великобританию и Швейцарию. В 1967 году после Шестидневной войны случаи антисемитских нападений попали на полосы суданских газет, оправдывающих убийства и пытки видных еврейских лидеров сообщества. К 1970 году почти вся еврейская община покинула Судан.
В 1977 году была организована авиаперевозка части человеческих останков нескольких видных членов сообщества из еврейского кладбища в Хартуме и было осуществлено перезахоронение в Иерусалиме. В 2005 году по крайней мере 15 еврейских могил оставалось и на еврейском кладбище в Хартуме. Тем не менее, в последние годы даже они были осквернены и территория была использована в качестве свалки для бывших в употреблении деталей автомобиля. В 2015 году были предприняты усилия, чтобы сохранить и очистить кладбище. Расположение более раннего Еврейского кладбища в Омдурмане неизвестно. Синагога была продана и снесена в 1986 году, теперь её место занимает банк.